# Felicita Casella
Felicita Casella, nascuda Felicita Lacombe (ca. 1820 – després de 1865) fou una cantant i compositora italiana nascuda a França.

## Biografia
Va néixer a Bourges i fou germana del pianista i compositor Louis Lacombe. Abans de 1849 es va casar amb el violoncel·lista i compositor italià Cesare Casella i es va traslladar amb ell a viure a la ciutat portuguesa de Porto.
La seva òpera Haydée es va representar a Porto el 1849 i de nou al Teatro Nacional Doña Maria de Lisboa el 1853, on Casella va cantar el paper principal. La seva següent òpera, Cristoforo Colombo, es va representar l'any 1865 al Théâtre Imperial de Niça.

## Obres
Casella va compondre dues òperes i altres obres com romanços i peces per a veu i piano. Les obres seleccionades inclouen:
- Haydée, òpera portuguesa (també Haidée), llibret de Luiz Felipe Leite a partir de la novel·la Le Comte de Monte Cristo d'Alexandre Dumas (1849)
- Cristoforo Colombo, òpera. libret de Felice Romani (1865)
- Marcia funebre, per a Maria II de Portugal, per a piano
- Ave verum per a veu i piano[2]